# Disko kugla
Disko kugla (eng. disco ball, mirror ball ili glitter ball), sferično tijelo koje reflektira svjetlost koju prima u različitim pravcima. Njena površina obložena je mnogobrojnim mozaičnim zrcalima koji reflektiraju svijetlo, a koristi se kao dinamična dekoracija u noćnim klubovima. Postavljena je najčešće iznad plesnog podija i zakačena na uređaj koji omogućuje njenu rotaciju po vertikalnoj osi. Osvjetljena je brojnim reflektorima koji odbijaju svjetlost od njene površine te stvaraju svjetlosni ugođaj u diskotekama.
Danas je disko kugla prepoznatljiva kao široko poznati simbol noćnih provoda, zabave i plesa.

## Povijest uporabe
Vrhunac njene uporabe zbio se tijekom 1970-ih kada je postala nezaobilzan inventar i simbol brojnih diskoteka toga vremena, ali njen početak datira s kraja 19. stoljeća. Prvi dokumentirani izvor o disko kugli je projekt iz 1897. godine koji je predložio uporabu statične kugle osvjetljene žaruljama u boji i s jednim reflektorom koji bi iz daljine obasjavao tu dekoraciju, a služila bi kao božićna dekoracija.
Godine 1917. patentirao ju je američki izumitelj Louis Bernard Woeste iz savezne države Kentucky, a opisana je kao sferičnu instalaciju, po mogućnosti šuplju, čija je površina prekrivena mozaikom zrcala. Prema drugom izvoru, izumitelj disko kugle bio je Louis J. Glass iz New Jerseyja, SAD, koji je 1920-ih vodio tvrtku za rasvjetu. Njegova ideja je bila izraditi kuglu sastavljenu od mozaičnih zrcala koja bi bila obješena na strop i vrtila se po svojoj osi te pomoću reflektora stvarala blistava šarena svjetla na plesnom podiju.
Tijekom 1920-ih, disko kugla je postala standardna oprema mnogih američkih jazz klubova. Za vrijeme Drugog svjetskog rata (1939. – 1945.) proizvodile su se brojne diskokugle u SAD-u, a koristile su se u restoranima, zabavnim parkovima te sportskim i koncertnim dvoranama.
Veliku popularnost stekla je tijekom 1970-ih u doba svjetlucavih diskoteka kada je postala nezaobilazan inventar disko večeri. Kraj disko ere koji se dogodio do početka 1980-ih, a bio uzrokovan epidemijom AIDS-a, nakratko je izbacio disko kuglu iz opće uporabe. Ipak, disko kugla se vratila u uporabu deset godina kasnije u vrijeme uspona elektroničke glazbe tijekom 1990-ih i zadržala se u uporabi sve do danas.

## U popularnoj kulturi
- disko kugla je značajno zastupljena u filmu Groznica subotnje večeri (1977.) redatelja Johna Badhama s Johnom Travoltom (Tony Manero) u glavnoj ulozi. Također je prisutna u glazbenim videima grupe Bee Gees koja je sudjelovala na soundtracku navedenog filma.
- Daft Punk, George Michael, Madonna, Kylie Minogue, U2, Sophie Ellis Bextor i Lil' Kim samo su neka od glazbenih imena koja su u svojim karijerama posezala za estetikom disko kugle i činila je nadaleko raširenim simbolom plesnog podija, diskoteka i zabave.

## Vanjske poveznice
- Kratka povijest disko kugle – mixmagadria.com
- Vrteća, svjetlucava povijest disko kugle – vinepair.com (engl.)
- Zrcalno zrcalo: Povijest disko kugle – futuredisco.net (engl.)
- Sve što blista: Povijest disko kugle – mentalfloss.com (engl.)
- Zašto su izumljene disko kugle? – ledstagelightmfg.com (engl.)
- Susretni me pod disko kuglom: Povijest najtrajnijeg simbola noćnog života – vice.com (engl.)
- Kakvo je porijeklo disko kugli? – hopono-shop.com (engl.)